# Concordia (Magdalena)

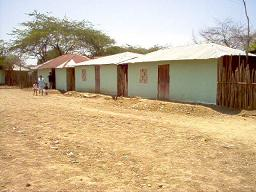
Algumas Residências de Concordia. Ruas sem asfaltamento.

Concordia é um município da Colômbia, localizado no departamento de Magdalena.